# 複素数の偏角

複素数平面での複素数の絶対値 r, 偏角 φ。

数学において、複素数の偏角（へんかく、英: argument of complex）とは、複素数平面上で複素数が表す点の動径が表す一般角のことである。複素数 z の偏角は記号で arg z で表す。偏角はラジアンで表す。
複素数を極形式表示することで、絶対値と偏角が得られる。これにより、複素数の乗除が簡明に行うことができる。
複素数に対する偏角は、2π の任意の整数倍を足す分だけ表し方がある。つまり、多価関数である。そこで表示を一意にするには、主値を決め、区間 (−π, π] などに制限する。
2π の任意の整数倍の差を除いて次の等式が成り立つ：
arg zw ≡ arg z + arg w
arg z/w ≡ arg z − arg w
(何れも mod 2π)

## 定義

偏角 φ の2つの選び方

複素数 z = x + yi の偏角は、arg z と書かれ、正の実軸から動径 Oz までの角度を反時計回りに測った角度である。弧度法で表示する。時計回りに測ると負になる。
複素数に対する偏角の表示を一意にするために、主値を区間 (−π, π] に制限する。[0, 2π) にすることもある。
主値を (−π, π] にすると、逆正接関数 tan−1 を用いて次のように表せる：
{\displaystyle \arg z={\begin{cases}\tan ^{-1}{\dfrac {y}{x}}&(x>0)\\[0.1em]\tan ^{-1}{\dfrac {y}{x}}+\pi &(x<0\,\land \,y\geqq 0)\\[0.1em]\tan ^{-1}{\dfrac {y}{x}}-\pi &(x<0\,\land \,y<0)\\[0.1em]{\dfrac {\pi }{2}}&(x=0\,\land \,y>0)\\[0.1em]-{\dfrac {\pi }{2}}&(x=0\,\land \,y<0)\\[0.1em]{\text{indeterminate}}&(x=y=0)\end{cases}}}
上記の式には条件分岐が多数あるが、符号関数 sgn やヘヴィサイドの階段関数 H(x) を用いることで次のようにまとめることもできる：
{\displaystyle {\begin{aligned}\arg z&={\begin{cases}\tan ^{-1}{\dfrac {y}{x}}+{\dfrac {1-\operatorname {sgn} x}{2}}(1+\operatorname {sgn} y-|\operatorname {sgn} y|)\pi &(x\neq 0)\\[0.1em](\operatorname {sgn} y){\dfrac {\pi }{2}}&(x=0\,\land \,y\neq 0)\\[0.1em]{\text{indeterminate}}&(x=y=0)\end{cases}}\\&={\begin{cases}\tan ^{-1}{\dfrac {y}{x}}+\{1-H(x)\}\{2H_{1}(y)-1\}\pi &(x\neq 0)\\[0.1em](\operatorname {sgn} y){\dfrac {\pi }{2}}&(x=0\,\land \,y\neq 0)\\[0.1em]{\text{indeterminate}}&(x=y=0)\end{cases}}\end{aligned}}}
0 × (0 除算を含む式) = 0 と形式的に考えることで、更にまとめることもできる：
{\displaystyle {\begin{aligned}\arg z&={\begin{cases}|\operatorname {sgn} x|\tan ^{-1}{\dfrac {y}{x}}+{\dfrac {1-\operatorname {sgn} x}{2}}(1+\operatorname {sgn} y-|\operatorname {sgn} y|)\pi &(x\neq 0\,\lor \,y\neq 0)\\[0.1em]{\text{indeterminate}}&(x=y=0)\end{cases}}\\&={\begin{cases}|\operatorname {sgn} x|\tan ^{-1}{\dfrac {y}{x}}+\{1-H_{1/2}(x)\}\{2H_{1}(y)-1\}\pi &(x\neq 0\,\lor \,y\neq 0)\\[0.1em]{\text{indeterminate}}&(x=y=0)\end{cases}}\end{aligned}}}
あるいは、逆余弦関数 cos−1 や逆正弦関数 sin−1 を用いて次のように表すこともできる：
{\displaystyle {\begin{aligned}\arg z&={\begin{cases}(1+\operatorname {sgn} y-|\operatorname {sgn} y|)\cos ^{-1}{\dfrac {x}{|z|}}&(x\neq 0\,\lor \,y\neq 0)\\[0.1em]{\text{indeterminate}}&(x=y=0)\end{cases}}\\&={\begin{cases}\{2H_{1}(y)-1\}\cos ^{-1}{\dfrac {x}{|z|}}&(x\neq 0\,\lor \,y\neq 0)\\[0.1em]{\text{indeterminate}}&(x=y=0)\end{cases}}\end{aligned}}}
{\displaystyle {\begin{aligned}\arg z&={\begin{cases}(1+\operatorname {sgn} x-|\operatorname {sgn} x|)\sin ^{-1}{\dfrac {y}{|z|}}+{\dfrac {|\operatorname {sgn} x|-\operatorname {sgn} x}{2}}(1+\operatorname {sgn} y-|\operatorname {sgn} y|)\pi &(x\neq 0\,\lor \,y\neq 0)\\[0.1em]{\text{indeterminate}}&(x=y=0)\end{cases}}\\&={\begin{cases}\{2H_{1}(x)-1\}\sin ^{-1}{\dfrac {y}{|z|}}+\{1-H_{1}(x)\}\{2H_{1}(y)-1\}\pi &(x\neq 0\,\lor \,y\neq 0)\\[0.1em]{\text{indeterminate}}&(x=y=0)\end{cases}}\end{aligned}}}
ここで、|z| は複素数の絶対値で、|z| = √x2 + y2 である。
主値を [0, 2π) にするには、上記の定義で、負となる偏角の値に対しては 2π を加えることにすればよい。
偏角を「位相」、振幅と呼んだりすることもある。

### 基本的な性質
- {\displaystyle |z|\cos(\arg z)=\operatorname {Re} z}
- {\displaystyle |z|\sin(\arg z)=\operatorname {Im} z}
- {\displaystyle \arg {\bar {z}}=-\arg z}
- {\displaystyle \arg 0} は不定

## 主値をとる偏角

1 + i（青点）の主値 Arg は π/4 である。赤い線は分岐切断である。

主値 (−π, π] における偏角の値を、記号で Arg z（最初の文字を大文字）で表すことがある。表記には揺れがあり、arg と Arg が文献によって逆になることもあることに注意。
{\displaystyle \arg z=\{\operatorname {Arg} z+2\pi n\mid n\in \mathbb {Z} \}}
{\displaystyle \operatorname {Arg} z=\{\arg z-2\pi n\mid n\in \mathbb {Z} \,\land \,(-\pi <\operatorname {Arg} z\leqq \pi )\}}

## 数値計算
複素数 z = x + yi の偏角は逆正接関数 arctan y/x で表せる。
x > 0 のとき、すなわち −π/2 < Arg z < π/2 のとき
Arg z = tan−1 y/x
が成り立つが、x > 0 以外の場合の偏角を逆正接関数で表すには、場合分けが必要である。x < 0 の場合はさらに y > 0 と y < 0 の場合に分ける。
{\displaystyle \operatorname {Arg} (x+iy)={\begin{cases}\tan ^{-1}{\dfrac {y}{x}}&(x>0)\\[0.2em]\tan ^{-1}{\dfrac {y}{x}}+\pi &(x<0\,\land \,y\geqq 0)\\[0.1em]\tan ^{-1}{\dfrac {y}{x}}-\pi &(x<0\,\land \,y<0)\\[0.1em]{\dfrac {\pi }{2}}&(x=0\,\land \,y>0)\\[0.1em]-{\dfrac {\pi }{2}}&(x=0\,\land \,y<0)\\[0.1em]{\text{indeterminate}}&(x=y=0)\end{cases}}}
上半平面、下半平面ごとに表示することもできる：
{\displaystyle \operatorname {Arg} (x+iy)={\begin{cases}{\dfrac {\pi }{2}}-\tan ^{-1}{\dfrac {x}{y}}&(y>0)\\[0.1em]-{\dfrac {\pi }{2}}-\tan ^{-1}{\dfrac {x}{y}}&(y<0)\\[0.1em]0&(x>0\,\land \,y=0)\\[0.1em]\pi &(x<0\,\land \,y=0)\\[0.1em]{\text{indeterminate}}&(x=y=0)\end{cases}}}
Arg の主値を区間 [0, 2π) とする変種では、値が負のときに値に 2π を足すことで得られる。
正接の半角公式 tan θ/2 = sin θ/1 + cos θ を用いると、1つの計算式で表せる：
{\displaystyle \operatorname {Arg} (x+iy)={\begin{cases}2\tan ^{-1}{\dfrac {y}{{\sqrt {x^{2}+y^{2}}}+x}}&(x>0\,\lor \,y\neq 0)\\[0.1em]\pi &(x<0\,\land \,y=0)\\[0.1em]{\text{indeterminate}}&(x=y=0)\end{cases}}}
ただし、この表示は、計算の精度が上記より下がる。
この表示は、x < 0, y = 0 の近くでは 不定形 0/0 に近づき、浮動小数点の計算において、計算が不安定となり、オーバーフローする可能性がある。この範囲でのオーバーフローを避けるには、もう1つの正接の半角公式 tan θ/2 = 1 − cos θ/sin θ を用いて次の計算式が使われる：
{\displaystyle \operatorname {Arg} (x+iy)={\begin{cases}2\tan ^{-1}{\dfrac {{\sqrt {x^{2}+y^{2}}}-x}{y}}&(y\neq 0)\\[0.1em]0&(x>0\,\land \,y=0)\\[0.1em]\pi &(x<0\,\land \,y=0)\\[0.1em]{\text{indeterminate}}&(x=y=0)\end{cases}}}
主値 Arg は、プログラミング言語の数学ライブラリでは関数 atan2 あるいはその変種の言語を用いて多くの通常利用可能である。atan2(y, x) の主値は区間 (−π, π] である。

## 積・商の偏角
2つの複素数の乗除は、極形式表示することにより、簡明に行うことができる。複素数 z1, z2 の極形式表示を
z1 = r1(cos φ1 + i sin φ1)
z2 = r2(cos φ2 + i sin φ2)
とすると、
arg z1z2 ≡ arg z1 + arg z2
arg z1/z2 ≡ arg z1 − arg z2
(何れも mod 2π)
z ≠ 0 で n が整数のとき、
arg zn ≡ n arg z　(mod 2π)
例
{\displaystyle {\begin{aligned}\arg(2+i)+\arg(3+i)&=\arg(2+i)(3+i)\\&=\arg(5+5i)\\&={\dfrac {\pi }{4}}{\pmod {2\pi }}\quad //\end{aligned}}}

## 文献
- Ahlfors, Lars (1979). Complex Analysis: An Introduction to the Theory of Analytic Functions of One Complex Variable (3rd ed.). New York;London: McGraw-Hill. ISBN 0-07-000657-1
- Ponnuswamy, S. (2005). Foundations of Complex Analysis (2nd ed.). New Delhi;Mumbai: Narosa. ISBN 978-81-7319-629-4
- Beardon, Alan (1979). Complex Analysis: The Argument Principle in Analysis and Topology. Chichester: Wiley. ISBN 0-471-99671-8
- Borowski, Ephraim; Borwein, Jonathan (2002) [1st ed. 1989 as Dictionary of Mathematics]. Mathematics. Collins Dictionary (2nd ed.). Glasgow: HarperCollins. ISBN 0-00-710295-X